# Айрон-Джанкшен
Айрон-Джанкшен (англ. Iron Junction) — город в округе Сент-Луис, штат Миннесота, США. На площади 2 км² (2 км² — суша, водоёмов нет), согласно переписи населения 2000 года, проживают 93 человека. Плотность населения составляет 46,1 чел./км².
- FIPS-код города — 27-31238[1]
- GNIS-идентификатор — 0661552[2]